# Ара гіацинтовий
Ара гіацинтовий (Anodorhynchus hyacinthinus) — птах родини папугові.

## Зовнішній вигляд
Один з найбільших видів папуг. Деякі особини досягають у довжину 80—98 см, причому близько половини припадає на хвіст, довжина крила 36,5 см; вага 1,5 кг. Забарвлення оперення кобальтово-синє. З боків голова закрита оперенням, тільки тонка смужка в основі піддзьобка й вузьке кільце навколо очей безпері, золотаво-жовтого кольору. Хвіст сіро-синій, довгий і вузький. Дзьоб великий, могутній, чорно-сірого кольору. У самця більший, ніж у самиці. Лапи кігтисті, темно-сірі. Райдужка очей темно-коричнева. Голос дуже голосний, різкий, гортанний, у тому числі хрипкий вереск. Чутний на досить великих відстанях (1—1,5 км).

## Розповсюдження
Живе на північному сході, заході й у центрі Бразилії, у Болівії й Парагваї.

## Спосіб життя
Населяють окраїни лісу, лісопосадки, болотисті місцевості, пальмові гаї. Зустрічаються уздовж рік, рідше в сельві до висоти 800 м над рівнем моря. Поза сезоном розмноження тримаються невеликими сімейними зграями (до 6—12 особин). Активні у світлий час доби. Щодня літають на кормові території, що знаходяться у декількох десятках кілометрів від місця нічлігу. Ранкова годівля починається близько 9 години ранку. Рано вранці збираються в зграї на мертвих деревах і чепуряться. У спекотні години відпочивають у кроні дерев. Харчуються пальмовими горіхами (Scheelea phalerata та Acrocomia aculeata), спритно розгризаючи їх сильним дзьобом, спілими й незрілими фіговими плодами та фруктами, ягодами, водяними равликами. Годуються як у кронах дерев, так і на землі. Періодично заковтують гравій.

## Розмноження
Пара утворюється на все життя. Гніздяться в дуплах високих (живих і мертвих) дерев, на висоті 12—40 м. З усіх дерев віддають перевагу стеркулії (Sterculia apetala) через її м'яку деревину. Розширюють і поглиблюють природні отвори або дупла, створені дятлами. Внутрішній діаметр гнізда — близько 50 см, глибина до 30 см, льоток 5—40×7—25 см. Дно вистилається тирсою. При нестачі пригідних дерев риють нори (за допомогою дзьоба й лап) на стрімчастих берегах рік, улаштовують місця гніздування в кам'яних розпадинах. Через місяць після спарювання самиця відкладає перше яйце. Інтервал між яйцями 2—3 дні. У кладці 2 яйця (розмір 53×40 мм). Яйця висиджує тільки самиця. Висиджування починається з першого яйця й триває в середньому 27—30 днів. Самець годує самицю й охороняє гніздо. На рік буває 1—2 кладки.
Новонароджені пташенята голі й сліпі. Пташенята конкурують між собою за їжу. У більшості випадків виживає тільки один, особливо якщо другий народився через чотири дні після першого. Оперяються пташенята у віці 65—70 днів. Залишають гніздо в три місяці, але ще три місяці їх годують батьки. Молоді птахи тримаються поруч з батьками до 18 місяців.

## Загрози й охорона
Знаходиться під загрозою зникнення. До кінця 20 століття в дикій природі налічувалося до 3000 особин. Зник з багатьох займаних їм територій. Причина зниження популяції — полювання, вилов (в 1980-х роках було виловлено близько 10 000 особин, що сприяло повному зникненню з території Парагваю), втрата природного середовища проживання, яке займають під випас свійських тварин, під насадження екзотичних дерев, під ГЕС на ріках Токантінс і Шінгу й через постійні пожежі.
Завдяки програмам захисту цього птаха й освітній роботі з землевласниками, на території яких живуть або гніздяться птахи, до кінця 20 століття кількість особин збільшилася у 2 рази. До 2002 року (за даними McGrath) у дикій природі налічувалося близько 6500 особин. Занесений у Червону книгу МСОП.

## Утримування
Попри його силу (у деяких особин досить агресивний характер), легко приручається й дуже добре вживається з людиною. Часто утримується у зоопарках та як домашній улюбленець. Тривалість життя до 65—90 років.

## Галерея

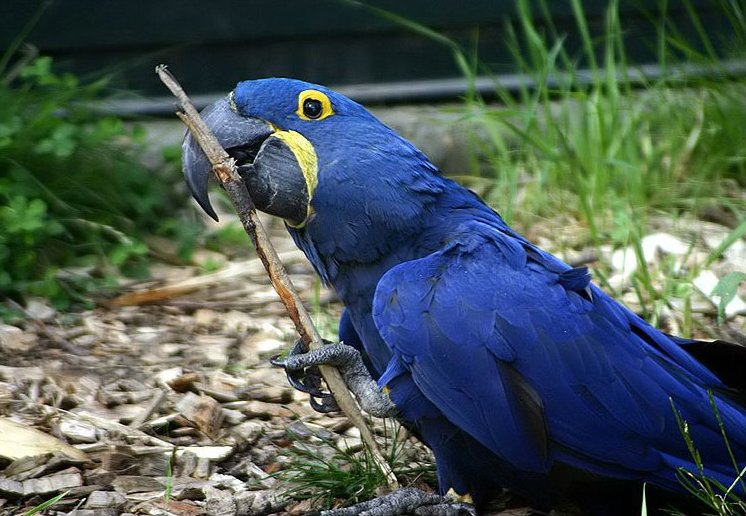
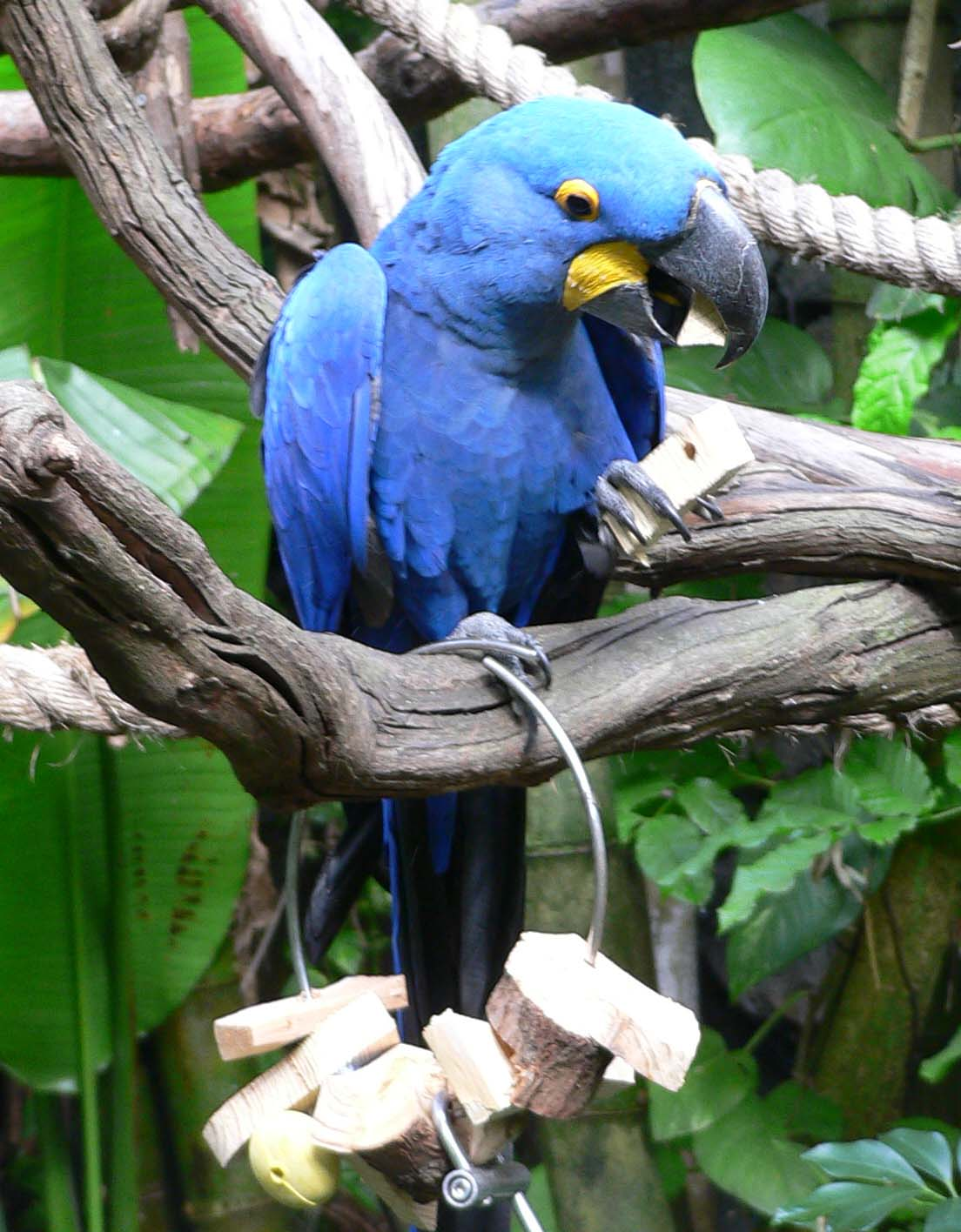
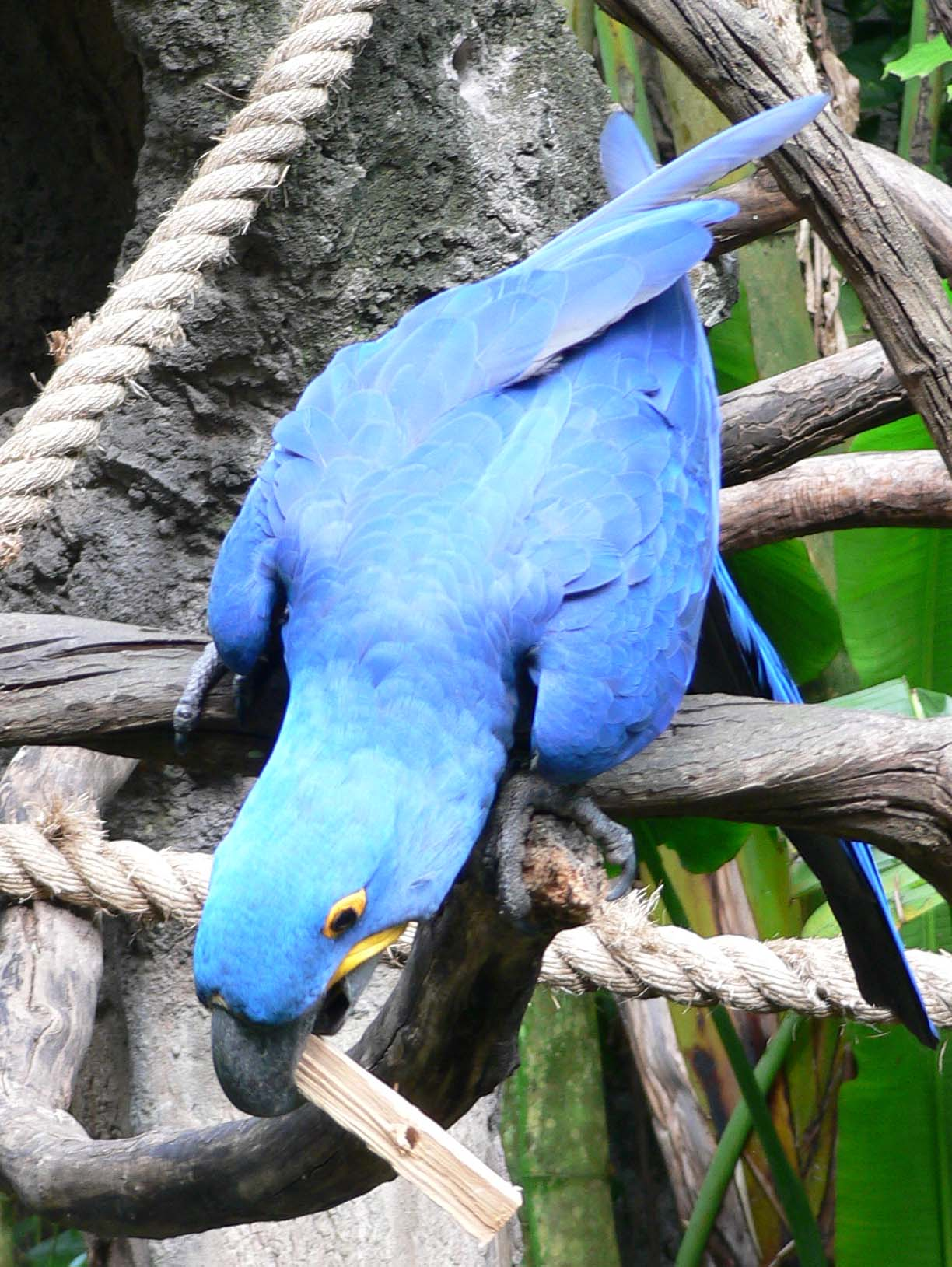
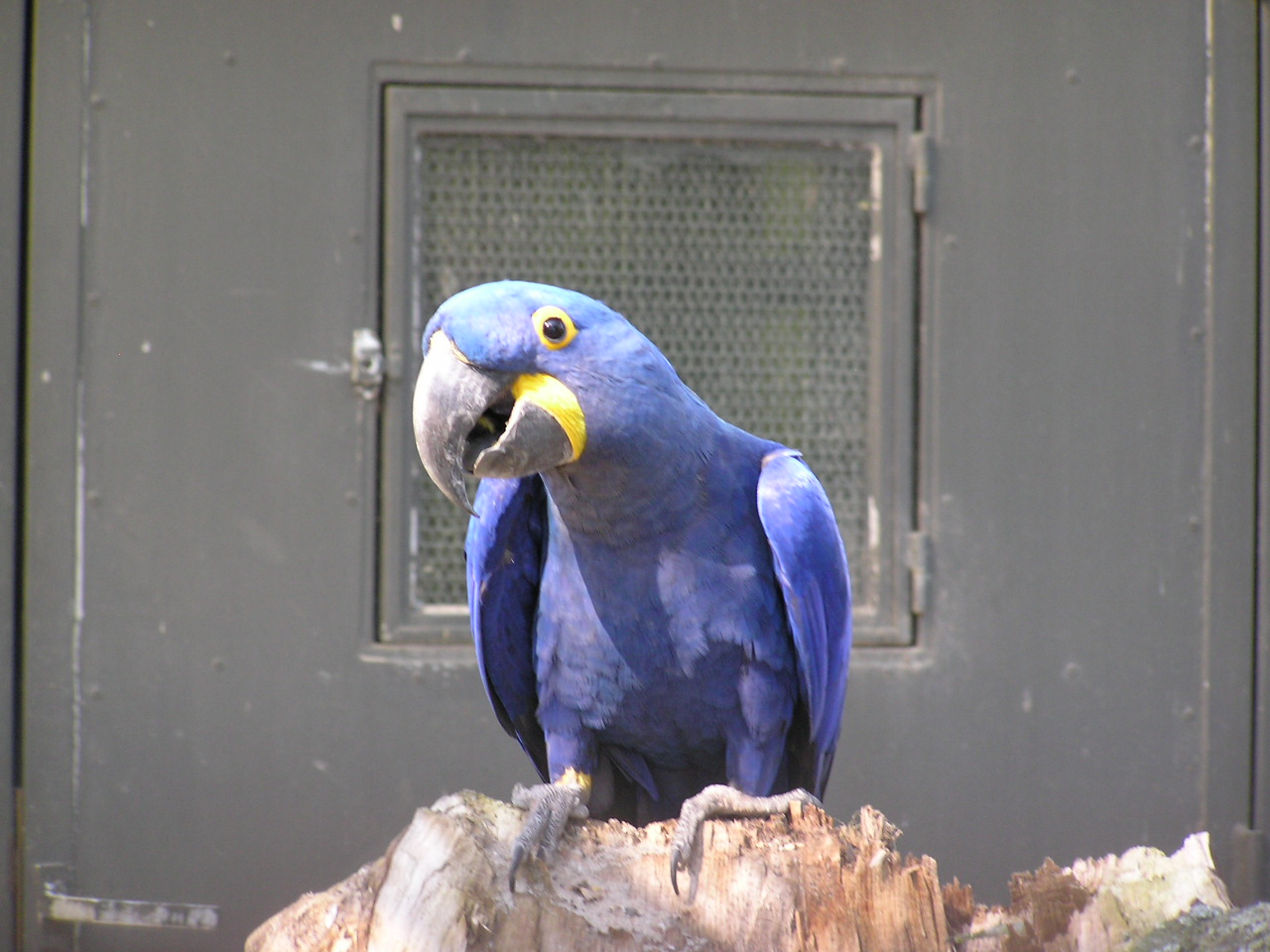
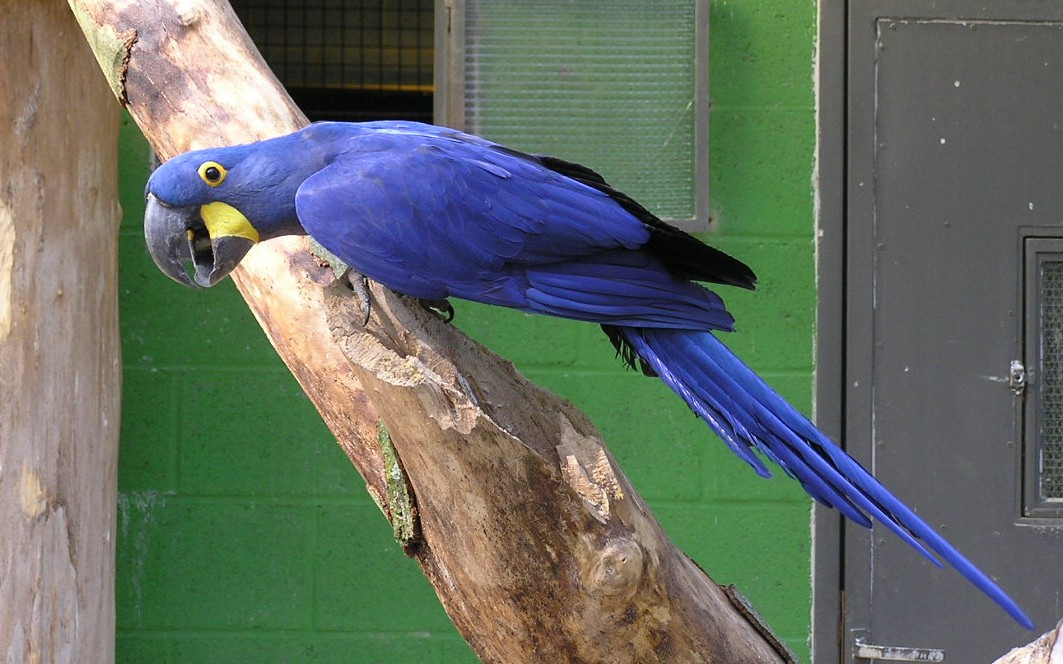
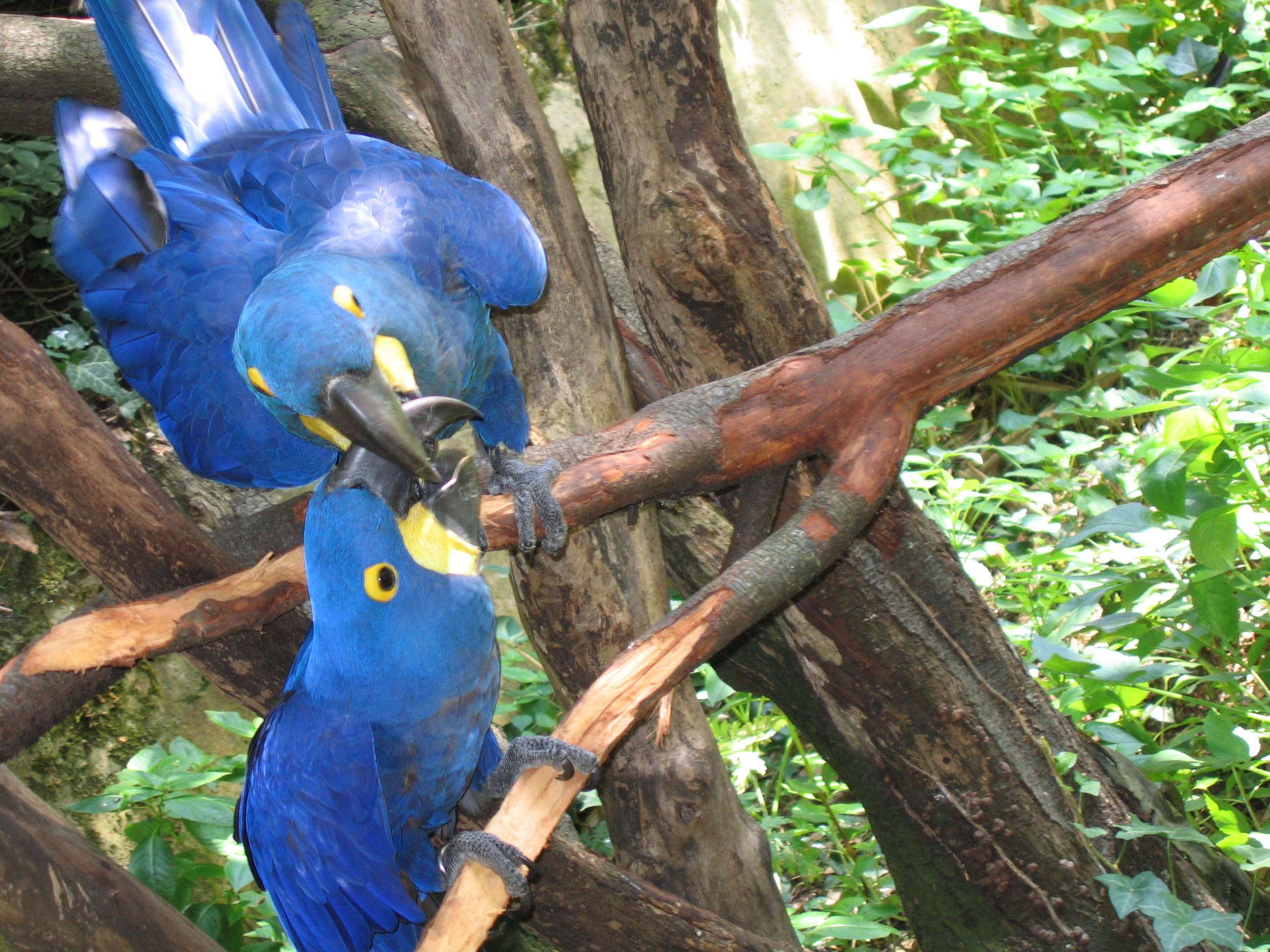